# Франкоонтарийцы

Флаг франкоонтарийцев

Франко-онтарийцы (фр. Franco-ontariens, также разговорн. Ontarois) — вторая (после квебекцев) по величине субэтническая группа франкоканадцев. Франко-онтарийцы (то есть франкоязычные уроженцы провинции Онтарио) проживают, как и следует из названия, в основном в канадской провинции Онтарио, где их насчитывается около 480 тыс. человек, или около 4,4 % населения, и являются крупнейшим этнолингвистическим меньшинством провинции (2001). Перепись населения в Канаде 2006 года, учла 488,8 тыс. франко-онтарийцев (4,1 % населения провинции). Численность этой группы продолжает сокращаться.
Географически франко-онтарийцы сосредоточены на востоке провинции, в полосе Садбери — Пемброк — Оттава — Монреальское шоссе. На территории Оттавы франко-онтарийцы сконцентрированы в районах Ванье и Орлеан, в меньшей мере в Сэнди-Хилл и Лоуэртауне. Кроме того, многие жители соседнего с Оттавой города Гатино (Квебек) имеют постоянную работу в Оттаве и тоже воспринимают себя как часть франко-онтарийской общины.

## Этнолингвистика и факторы идентификации
Франко-онтарийцы имеют довольно сложную идентификацию. Хотя законодательно это нигде не закреплено, но чтобы считаться франко-онтарийцем в полном смысле этого слова необходимо: 1) иметь французский язык в качестве родного 2) быть рождённым в провинции Онтарио 3) иметь преимущественно европейскую родословную, как правило связанную с Квебеком и квебекцами или, шире Новой Францией. Согласно этим трём формулировкам, взятым вместе в ходе общеканадской переписи 2001 года, в провинции проживало 493 тыс. франко-онтарийцев (составляющих 4,4 % населения провинции) в 2006 году — 488,8 тыс. (4,1 % населения). Франко-онтарийцами обычно не считают выходцев из стран Франкофонии типа Гаити, Алжира, Марокко, Конго и др., иммигранты из которых обычно владеют французским лучше, чем английским.

## Ассимиляционные процессы во франко-онтарской среде
Сложнее дело обстоит с уже ассимилировавшимися франко-онтарийцами, которые хотя и родились в Онтарио и имеют французское происхождение, но полностью перешли на английский язык (например, Аврил Лавинь). Если учитывать эту группу в составе франко-онтарийцев, их число значительно бы возросло (по переписи 2001 года о своём преимущественно французском происхождении заявили 1,236 млн онтарийцев (около 11 % населения). Таким образом, современные франкофоны Онтарио составляют только около 40 % их числа, что свидетельствует о мощной ассимиляции франкофонов англофонами, поощрявшейся провинциальным и федеральным правительством на протяжении более чем 2 веков, и не закончившейся в наши дни. Так, среди франко-онтарийцев с родным французским (493 тыс.) только 58 % (300 тыс.) (по данным 2006 года, перепись) по-прежнему пользовалась исключительно или в основном французским языком в большинстве повседневных ситуаций, 42 % (около 200 тыс.) в основном перешла на английский язык (хотя около 60 % из этой группы, то есть порядка 120 тыс. человек заявили что пользуются французским всё ещё достаточно часто). Таким образом, число реальных франкофонов, важных как отдельного рыночного сегмента в 12-миллионной провинции невелико, около 350 тыс. человек (300 тыс. в 2006), то есть около 2,5 %, что значительно ниже уровня начала прошлого века, когда франкофоны составляли около 10 % населения Онтарио. Но это по-прежнему самое крупное языковое меньшинство провинции, чей язык в настоящее время имеет хотя бы некоторое официальное признание если не на провинциальном уровне (официальным в Онтарио является английский язык), то хотя бы на федеральном и на местном (в некоторых специально утверждённых муниципалитетах). Тем не менее, для сравнения, количество жителей Онтарио, использующих китайский язык, хотя он и не пользуется официальным статусом, вероятно, уже превзошло количество носителей французского.

## История и дискриминация
Франко-онтарийцы, как и французы вообще, появились на территории Онтарио ещё давно — в конце XVII века, поднимаясь вверх по рекам Оттава и Святого Лаврентия, но заселить эту суровую территорию тогда они так и не смогли, хотя в соседнем Квебеке довольно многочисленное постоянное франкоязычное население успело сформироваться. Лоялисты и прочие британские, а затем и международные поселенцы разместились на территории Онтарио в конце XVIII века. Франкоканадцы появляются в Онтарио в больших количествах в конце XIX века в качестве наёмных рабочих на предприятиях по переработке древесины. Будучи католиками и имея высокий естественных прирост, они часто вызывали негативные реакции у местного протестантского англоязычного населения. В 1912 году правительство издало закон, называемый 17-я поправка, который запретил образование на французском языке. Протестуя против дискриминации, франко-онтарийцы начали издавать свою газету на французском языке «Ле Друа».